# Casal de l'Estalvi
El Casal de l'Estalvi, antiga seu central de la Caixa de Pensions per a la Vellesa i d'Estalvis «La Caixa», és un edifici neogòtic situat a la Via Laietana i al carrer de Jonqueres de Barcelona, catalogat com a bé cultural d'interès local.

## Història
Fou projectat per l'arquitecte Enric Sagnier i Villavecchia, i bastit entre 1914 i 1917 per a allotjar les oficines de la Caixa de Pensions per a la Vellesa i d'Estalvis a la planta baixa i habitatges de lloguer als pisos superiors, per tal de rendibilitzar la inversió.
El 1985 fou ampliat al núm. 58 de la Via Laietana per l'arquitecte Francesc Mitjans i Miró, seguint el mateix estil.

## Descripció
La crugia de la Via Laietana comprèn planta baixa, entresòl, principal, dos pisos, àtic i teulada d'una vessant. La del xamfrà (residu de l'antiga plaça de Jonqueres), que conté les dependències principals, comprèn planta baixa, entresòl, principal, un pis i dues torres als flancs. La del carrer de Jonqueres comprèn semisoterrani, planta baixa, entresòl, tres pisos, àtic i terrat transitable. L'accés principal, situat sota la torre més alta, donava pas a una àmplia zona de vestíbul que contenia les escales vers les plantes. En l'actualitat, però, acull una gran sucursal de CaixaBank.

### Façanes
Les tres façanes estructuren les seves obertures en eixos verticals i horitzontals de ritme regular i els paraments són fets íntegrament de ciment armat revestit de pedra de Montjuïc, amb acabat desbastat en els murs i amb acabat polit en els elements sostentants.
- La façana de la Via Laietana s'obre al carrer per mitjà d'una llarga galeria d'arcs de mig punt sostinguda per robustes columnes amb capitells ornats de vegetació i motius heràldics. Sobre aquests arcs, les finestres de l'entresòl, amb les llindes motllurades d'angle arrodonit, acullen els permòdols que sostenen el gran balcó corregut que abraça tot el pis principal amb la seva barana de barrots petris de secció quadrada. El tram central de dit balcó presenta la llosana bombada, recollint visualment el pes del cos central de la façana, acabat amb pedra polida. Tant el pis principal com el segon pis presenten obertures en forma de balcó allindanat, que contrasten amb els balcons del tercer pis, coronats per una llinda corba sobremuntada de florons. Damunt la cornisa del tercer pis encara s'aixeca l'àtic, una galeria d'arcs de pedra sobre robustes columnes d'escassa alçada que conté els permòdols petris que sostenen el ràfec de fusta de la teulada.[1]

- La façana principal, afrontada al xamfrà, presenta el perfil més conegut de l'edifici i conté els elements més destacats. Aquesta façana s'articula, com si es tractés d'un edifici religiós, en tres cossos verticals: dues torres flanquejant un cos central amb un gran arc que conté la sala de juntes i els despatxos de direcció. La torre principal acull, als seus peus, els dos arcs de mig punt d'accés a l'edifici, sobremuntats per les tres finestres de l'entresòl i el balcó del pis principal, profusament decorat de traceries i amb una porta coronella. La part superior de dita torre acull dos balcons de perfil bombat amb barana pètria i porta amb guardapols decorat amb relleus. El coronament de la torre consisteix en una gran cuculla vuitavada feta a base d'agulles i pinacles de diferents alçades. A l'angle de la porta d'accés, un conjunt escultòric realitzat per Manuel Fuxà que reposa sobre un gran mènsula de decoració vegetal representa una al·legoria de l'estalvi. El cos central de la façana principal es fonamenta sobre un semisoterrani, damunt del qual neix un gran finestral ogival que abraça els tres pisos inferiors, per bé que subdividit en tres cossos verticals i tres pisos horitzontals per mitjà de pilastres que sostenen els forjats de l'interior. Damunt d'aquest arc descomunal hi corre una galeria d'arcs lobulars sobre columnelles d'estil gòtic, coronades per un gran ràfec de fusta i una barana de pedra emmerletada. El tercer cos de la façana s'articula com una robusta torre de secció quadrangular, amb obertures a base de balcons i finestres gotitzants, coronada per una teuladeta a quatre vessants.[1]
- La façana del carrer de Jonqueres presenta una composició similar a la de Via Laietana. Tanmateix, la planta baixa reposa sobre els arcs rebaixats d'un semisoterrani, i les plantes principal, segona i tercera es presenten revestides amb rajola de ceràmica vidrada de color crema. En aquesta façana, els balcons continuen presentant la llosana de pedra, però les seves baranes son de ferro forjat i fos.[1]

L'interior ha perdut la pràctica totalitat de les estructures i decoracions originals. La zona d'atenció al client, situat a la planta baixa al voltant d'un espai cobert amb claraboia, estava ricament decorada amb pintures i marbres.